# ATP Challenger Andorra
Das ATP Challenger Andorra (offiziell: Open Internacional d’Andorra) war ein Tennisturnier, das von 1993 bis 2004 jährlich in Les Escaldes, einem Ort der Gemeinde Escaldes-Engordany in Andorra, stattfand. Es gehörte zur ATP Challenger Tour und wurde im Freien auf Hartplatz gespielt. Justin Gimelstob ist mit drei Titeln im Einzel sowie einem im Doppel Rekordsieger des Turniers.

## Liste der Sieger

### Einzel
| Jahr | Sieger               | Finalgegner       | Ergebnis          |
| ---- | -------------------- | ----------------- | ----------------- |
| 2004 | Kevin Kim            | Gilles Müller     | 6:4, 6:0          |
| 2003 | Grégory Carraz       | Wang Yeu-tzuoo    | 6:2, 6:3          |
| 2002 | Dick Norman          | Ivo Karlović      | 6:4, 6:4          |
| 2001 | Noam Okun            | Christian Vinck   | 6:2, 6:4          |
| 2000 | nicht ausgetragen    | nicht ausgetragen | nicht ausgetragen |
| 1999 | Justin Gimelstob (3) | Maks Mirny        | 4:6, 7:6, 7:5     |
| 1998 | Justin Gimelstob (2) | George Bastl      | 6:3, 2:6, 7:6     |
| 1997 | Gianluca Pozzi       | Nicolas Escudé    | 7:6, 4:6, 6:3     |
| 1996 | Justin Gimelstob (1) | Sandon Stolle     | 6:4, 6:2          |
| 1995 | Alex Rădulescu       | Kenneth Carlsen   | 4:6, 6:3, 7:6     |
| 1994 | Paul Wekesa          | Cristiano Caratti | 6:4, 7:5          |
| 1993 | Jörn Renzenbrink     | Ronald Agénor     | 6:4, 5:7, 6:3     |

### Doppel
| Jahr | Sieger                                  | Finalgegner                           | Ergebnis          |
| ---- | --------------------------------------- | ------------------------------------- | ----------------- |
| 2004 | Gilles Müller Aisam-ul-Haq Qureshi      | Santiago González Alejandro Hernández | 6:3, 7:5          |
| 2003 | Rik De Voest Tuomas Ketola (2)          | Ricardo Mello Alexandre Simoni        | 6:4, 3:6, 6:4     |
| 2002 | Wesley Moodie Shaun Rudman              | Hermes Gamonal Ricardo Mello          | 6:2, 6:1          |
| 2001 | Denis Golowanow Tuomas Ketola (1)       | Julián Alonso Jairo Velasco Jr.       | 6:3, 6:4          |
| 2000 | nicht ausgetragen                       | nicht ausgetragen                     | nicht ausgetragen |
| 1999 | Juan Ignacio Carrasco Jairo Velasco Jr. | Scott Humphries Peter Nyborg          | 7:5, 7:67         |
| 1998 | Justin Gimelstob Jack Waite             | Massimo Ardinghi Vincenzo Santopadre  | 2:6, 6:4, 6:3     |
| 1997 | Nicolas Escudé Jérôme Golmard           | Tom Kempers Menno Oosting             | 6:4, 6:4          |
| 1996 | Tomás Carbonell Francisco Roig          | Nebojša Đorđević Aleksandar Kitinov   | 6:2, 4:6, 6:1     |
| 1995 | Ken Flach Kelly Jones                   | Fernon Wibier Chris Woodruff          | 6:4, 6:3          |
| 1994 | Anders Järryd Mikael Tillström          | Greg Rusedski Paul Wekesa             | 7:6, 6:3          |
| 1993 | Jewgeni Kafelnikow Fernon Wibier        | Cristian Brandi Francisco Roig        | 6:3, 6:2          |